# Houègamey
Houègamey est un arrondissement du département de Couffo au Bénin. Il s'agit d'une division administrative sous la juridiction de la commune de Djakotomey.

## Administration
Houègamey fait partie des dix arrondissements que compte la commune de Djakotomey  dont: Adjintimey, Betoumey, Gohomey, Kinkinhoué, Kokohoué, Kpoha, Sokouhoué, Djakotomey I et Djakotomey II. Cet arrondissement compte 11 villages,.

## Population
Selon le recensement général de la population et de l'habitation (RGPH4) de l'institut national de la statistique et de l'analyse économique (INSAE) au Bénin en 2013, la population de Houègamey s'élève à 22 170 habitants.
| Indicateur           | 2013  |
| -------------------- | ----- |
| Nombre de ménages    | 2657  |
| Population féminine  | 8 342 |
| Population masculine | 7172  |
| Population totale    | 15514 |

## Galerie de photos

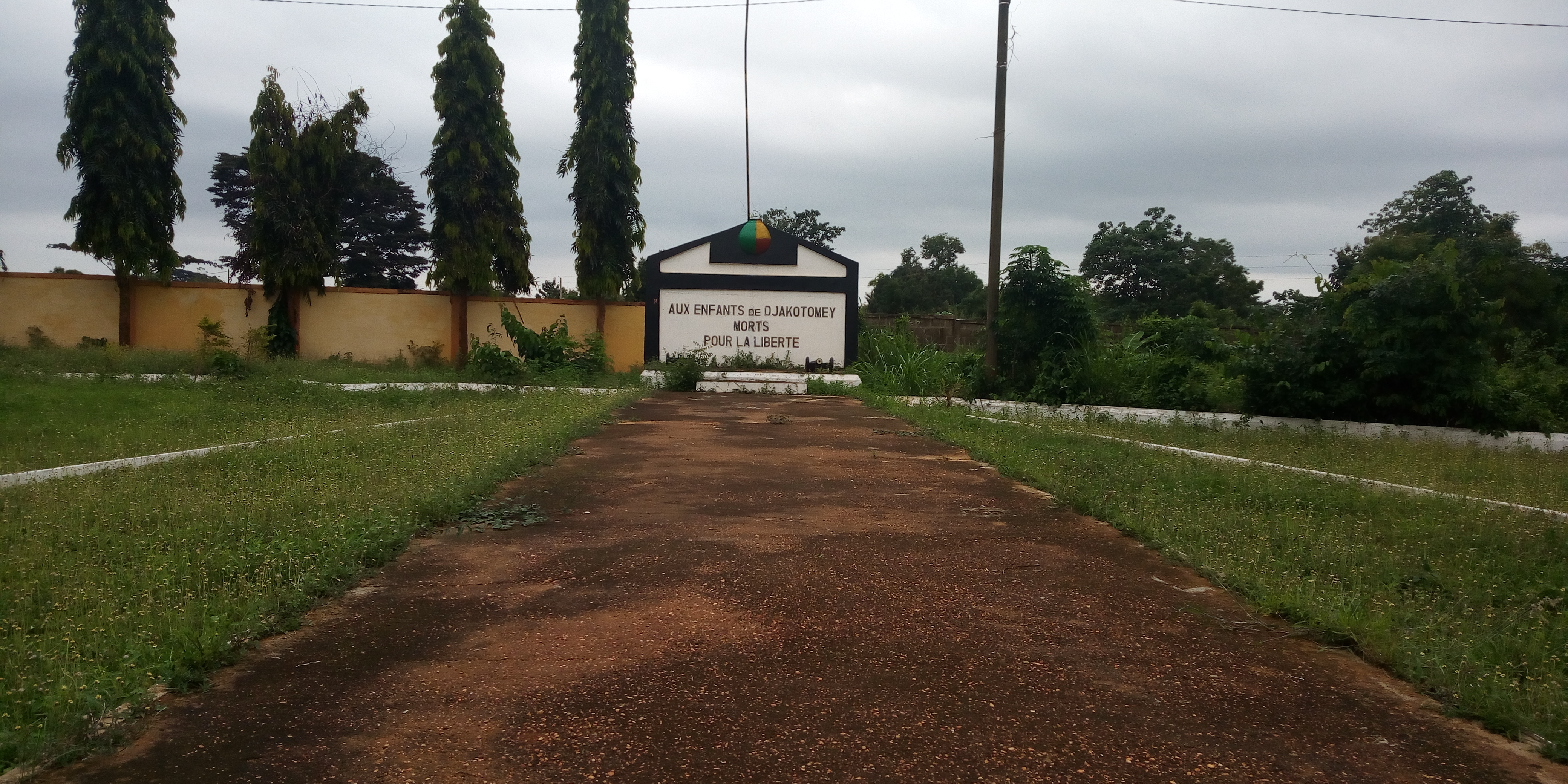
Place publique monuments aux morts à Djakotomey
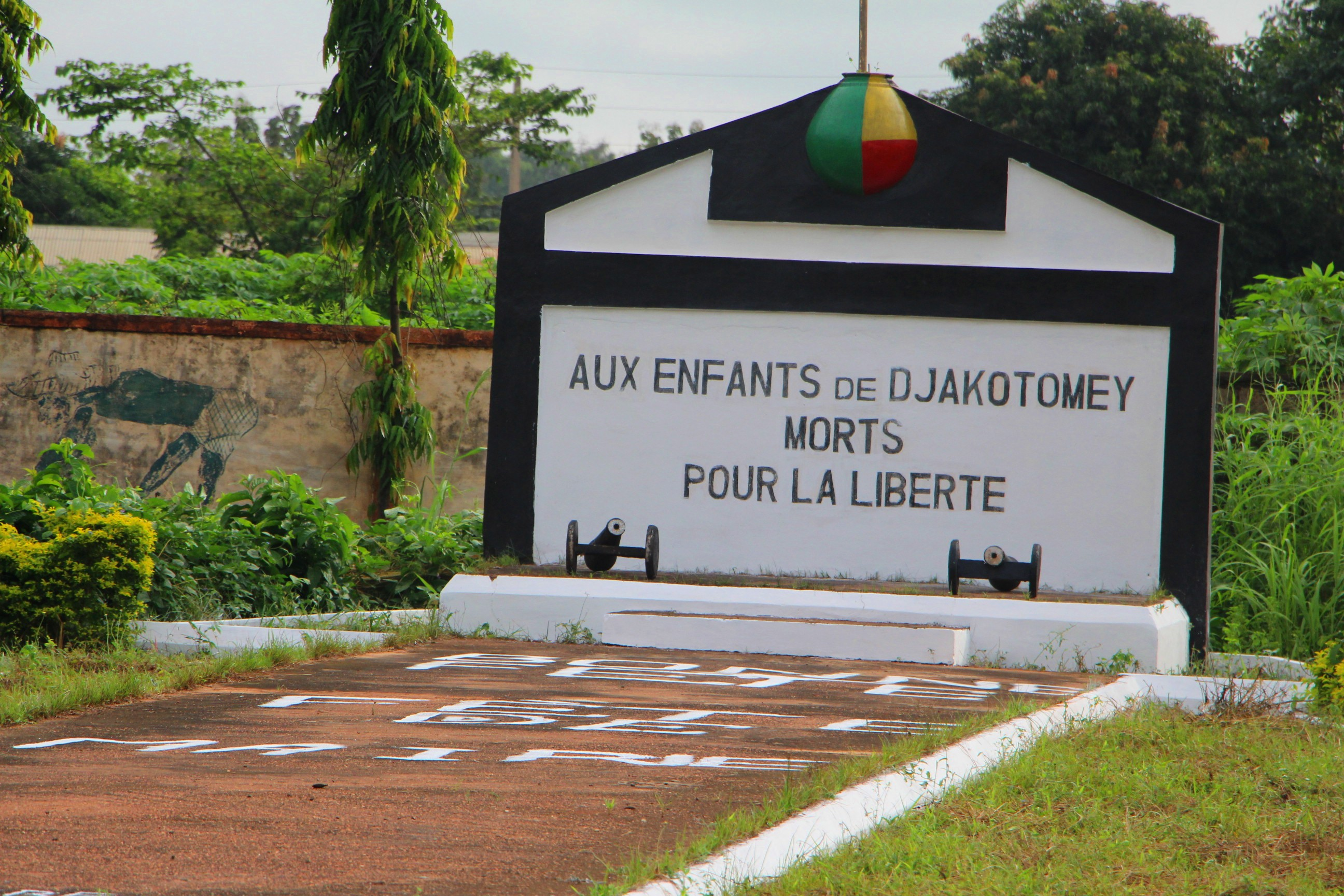
Monument aux enfants morts pour la liberté de DJAKOTOMEY
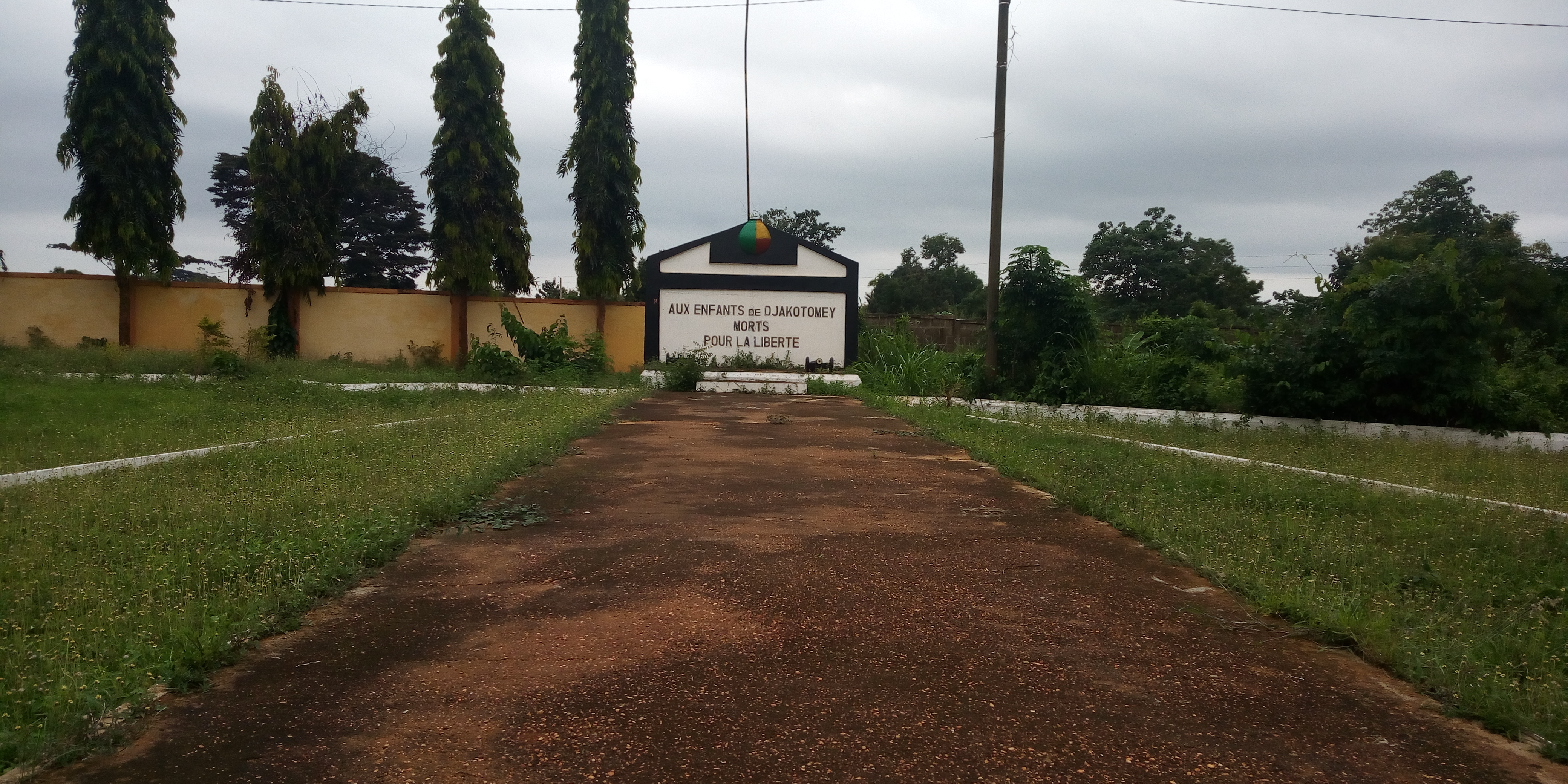
Place publique monuments aux morts à Djakotomey